# Państwowe Gimnazjum im. Elizy Orzeszkowej w Wilnie
Państwowe Gimnazjum im. Elizy Orzeszkowej w Wilnie – wileńska żeńska szkoła średnia, istniejąca w latach 1915–1939.

## Historia
Gimnazjum zaczęło istnieć w końcu sierpnia 1915 roku, jako szkoła Stowarzyszenia Nauczycielstwa Polskiego – równolegle zaczęła działać szkoła męska, późniejsze gimnazjum im. Zygmunta Augusta. Inicjatorem powstania tych placówek był Stanisław Kościałkowski, przez kilka następnych lat sprawujący funkcję ich dyrektora. Dużą rolę odegrały także Julia Rodziewiczowa oraz Julia Maciejewiczowa, która na potrzeby Stowarzyszenia oddała pomieszczenia i wyposażenie prowadzonej przez siebie szkoły handlowej. W pierwszym roku funkcjonowania szkoły, mieszczącej się wówczas przy ul. Wileńskiej 28, zapisały się do niej 254 uczennice. Przełożonymi szkoły zostały Julia Rodziewiczowa oraz Julia Maciejewiczowa.
Przez pierwsze trzy lata (1915–1917) szkoła borykała się z wieloma problemami, spowodowanymi i działalnością władz (Wilno w tym czasie było pod okupacją niemiecką), i brakiem środków materialnych. Jeszcze gorsza sytuacja nastąpiła w czasie okupacji miasta przez bolszewików, nauki jednak nie przerwano.
Po zajęciu Wilna przez wojsko polskie w kwietniu 1919 roku szkoła otrzymała wsparcie władz państwowych i przeprowadziła się do gmachu przy ul. Orzeszkowej 7. Dyrektorem szkoły na krótko został Bronisław Zapaśnik, późniejszy dyrektor gimnazjum im. Mickiewicza. Następna okupacja sowiecka, przypadająca na miesiące letnie, niewiele zaważyła na losach szkoły, poza wyjazdem kilku nauczycieli. W roku 1920 gimnazjum upaństwowiono, nadając mu też imię Elizy Orzeszkowej. Kierownictwo szkoły objęła ponownie Julia Rodziewiczowa, która w 1924 została mianowana dyrektorką gimnazjum.
29 czerwca 1923 roku nastąpiło uroczyste poświęcenie sztandaru szkoły. Poczet sztandarowy, w skład którego wchodziły najlepsze uczennice, uczestniczył we wszystkich ważnych uroczystościach Wilna, wziął także udział w pogrzebie Józefa Piłsudskiego.
W roku 1930, w związku z odejściem na emeryturę Julii Rodziewiczowej, nastąpiła zmiana na stanowisku przełożonej. Funkcję tę na krótko objęła nauczycielka matematyki Jadwiga Turkowska, a od 1931 roku Eugenia Sumorok-Staniewiczowa, żona Witolda Staniewicza. Na okres jej kierownictwa przypadło wdrażanie reformy jędrzejewiczowskiej.
Przez cały okres istnienia w szkole był wysoki poziom nauczania, zajęcia prowadzili także wykładowcy Uniwersytetu Stefana Batorego. Prócz założyciela szkoły, prof. Kościałkowskiego, byli to m.in. Cezaria Ehrenkreutz-Jędrzejewiczowa, Jan Oko, Stanisław Pigoń, Władysław Tatarkiewicz. Większość uczennic kontynuowała naukę na studiach wyższych: pierwsze roczniki maturalne (1918-25) wybierały głównie przedmioty humanistyczne, przede wszystkim polonistykę, od 1930 roku tendencja zmieniła się w stronę prawa i kierunków medycznych, a także inżynierskich. Spore grono absolwentek wybrało później pracę naukową.

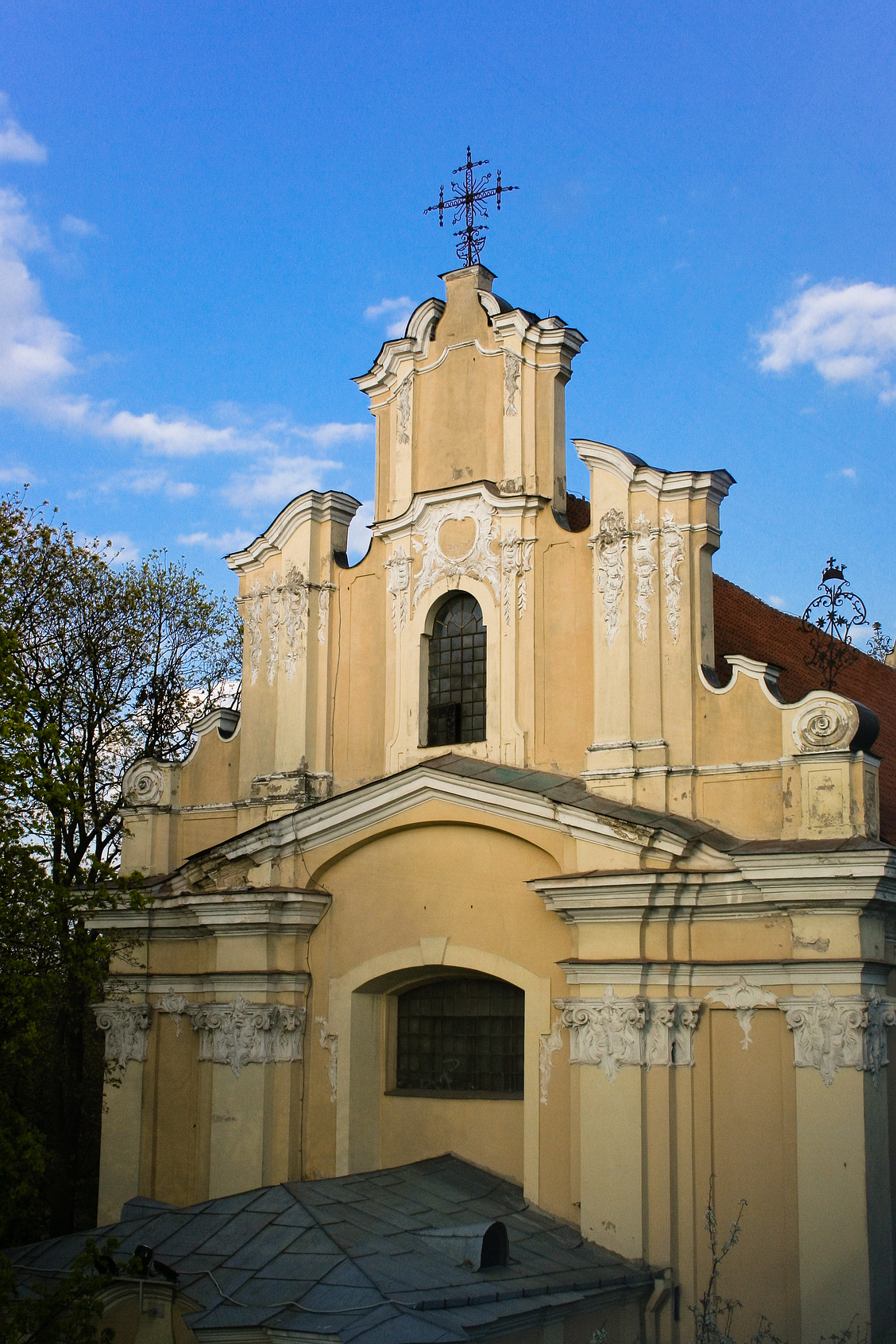
Kościół seminaryjny św. Jerzego, pełniący funkcję kościoła szkolnego gimnazjum im. Orzeszkowej

Uczennice pochodziły głównie z rodzin niezbyt zamożnych: inteligenckich, urzędniczych i kupieckich. Największą grupę stanowiły Polki wyznania rzymskokatolickiego (około 80%) i kalwińskiego, ale do szkoły uczęszczały także Żydówki, Tatarki i Karaimki. W szkole organizowany było koła przedmiotowe i sportowe, działały też: Bratnia Pomoc, Związek Harcerstwa Polskiego (V Drużyna im. Józefa Sułkowskiego), Sodalicja Mariańska, związane z PTK koło krajoznawcze, a od 1932 roku także Straż Przednia.
Dużą rolę w życiu szkoły odgrywali rodzice, zorganizowani w Opiece Rodzicielskiej. Dzięki ich staraniom niezamożne uczennice miały ulgi w czesnym i pomoc materialną, organizowano także kolonie letnie (zapoczątkowała je Helena Sławińska, której córki uczęszczały do Orzeszkowej), a nawet dożywianie, co miało istotne znaczenie zwłaszcza w początkowym okresie istnienia szkoły, podczas wojen. Fundusze pochodziły z różnych źródeł: prócz składek były to rozmaite przedstawienia, loterie fantowe czy zbiórki uliczne.
Wileńskie gimnazjum im. Orzeszkowej zostało zamknięte w grudniu 1939 roku. Jego wychowanki starały się utrzymać koleżeńskie więzi, organizując i mniejsze spotkania, i dwa duże
zjazdy absolwentek: w 1958 roku w Warszawie (uczestniczyło w nim ok. 280 osób) oraz w 1977 roku w Laskach (zgromadził ponad 400 osób).

## Absolwentki
Absolwentkami Gimnazjum im. Elizy Orzeszkowej były m.in.:
- Zofia Abramowiczówna – filolog klasyczna, profesor UMK
- Leokadia Małunowiczówna – filolog klasyczna, profesor KUL
- Irena Sławińska – teatrolog i teoretyk literatury, profesor KUL
- Halina Turska – filolog polska, profesor UMK
- siostra Benedykta Wiesława Walicka-Woyczyńska – przełożona generalna Zgromadzenia Sióstr Franciszkanek Służebnic Krzyża z Lasek
- Maria Halina Zapaśnik-Kobierska – lekarka, profesor AM w Warszawie
- Maria Rondomańska – sanitariuszka w powstaniu warszawskim, działaczka Polonii belgijskiej